# Malocampa matralis
Malocampa matralis är en fjärilsart som beskrevs av William Schaus 1911. Malocampa matralis ingår i släktet Malocampa och familjen tandspinnare. Inga underarter finns listade i Catalogue of Life.